# Iván Hierro
Iván Hierro Peña (Santander, Cantabria, 14 de febrero de 1978) es un atleta español.

## Biografía
Entre todas sus victorias, destacan sobre todo el Campeonato de Europa de cross donde se proclamó campeón por equipos y bronce en el mundial por equipos.[cita requerida] Además ganó Campeonato de España de Media Maratón del año 2006. Además, también fue en 2007 seleccionado para el mundial de cross después de ser tercero en el Campeonato de España de Campo a Través de Cáceres.
El 28 de enero de 2016 fue suspendido por la IAAF hasta el 8 de abril de 2017 por posesión de una sustancia prohibida.

## Palmarés
- Campeón de España de Medio Maratón.
- Campeón de Europa de cross por equipos y bronce en el Mundial de la especialidad.
- Bronce - Campeonato de España Absoluto de 3.000 en P.C. (Sevilla 2007)
- Bronce - Campeonato de España Absoluto de Cross (Cáceres 2007)
- Campeón de España Promesa de 5000 metros (2000)
- Mejor marca Europea de 3000 metros (2006)

## Equipos
- Caja Cantabria T.
- Norquimia Sapporo
- Metavi-Atrivn
- Club Atletismo Aseficán Piélagos
- Oviedo atletismo
- CDA de Base Provincia de Córdoba